# Ladies Night (Fernsehsendung)
Ladies Night ist eine Kabarett-Fernsehsendung der ARD, in der ausschließlich Frauen auftreten. 

## Inhalt
Ladies Night ist die einzige deutschsprachige Kabarett-Fernsehsendung in rein weiblicher Besetzung. Von der Moderatorin mit kurzen Nummern unterbrochen, treten etablierte und weniger bekannte Kabarettistinnen und Comediennes auf der Bühne des Kölner Gloria-Theaters vor Livepublikum auf. Die Zuschauerstruktur ist gemischtgeschlechtlich: Die Männerquote im Fernsehpublikum beträgt 50 %.
Als Einleitungs- und Zwischenmusik wird der Titel Demasiado Corazon von Willy de Ville verwendet.

## Sendeplatz
Die Sendung startete im Mai 2007 im Fernsehprogramm des WDR. Im Herbst 2014 wechselte sie in das Das Erste, wo sie sechsmal im Jahr ausgestrahlt wurde. Mit dem Moderatorinnenwechsel im Jahr 2019 wurde Ladies Night blockweise wöchentlich auf dem Sendeplatz donnerstags um 22:45 Uhr, im Wechsel mit Nuhr im Ersten, extra 3 und PussyTerror TV gesendet. Seit Januar 2022 wird Ladies Night am Samstag um 23:55 Uhr ausgestrahlt.

## Moderatorinnen
Die Sendung wurde von 2007 bis 2018 von Gerburg Jahnke moderiert. Seit 2019 moderieren Daphne de Luxe, Lisa Feller und Meltem Kaptan die Show im Wechsel. Im Dezember 2023 gab Meltem Kaptan ihren Ausstieg aus der Sendung bekannt.

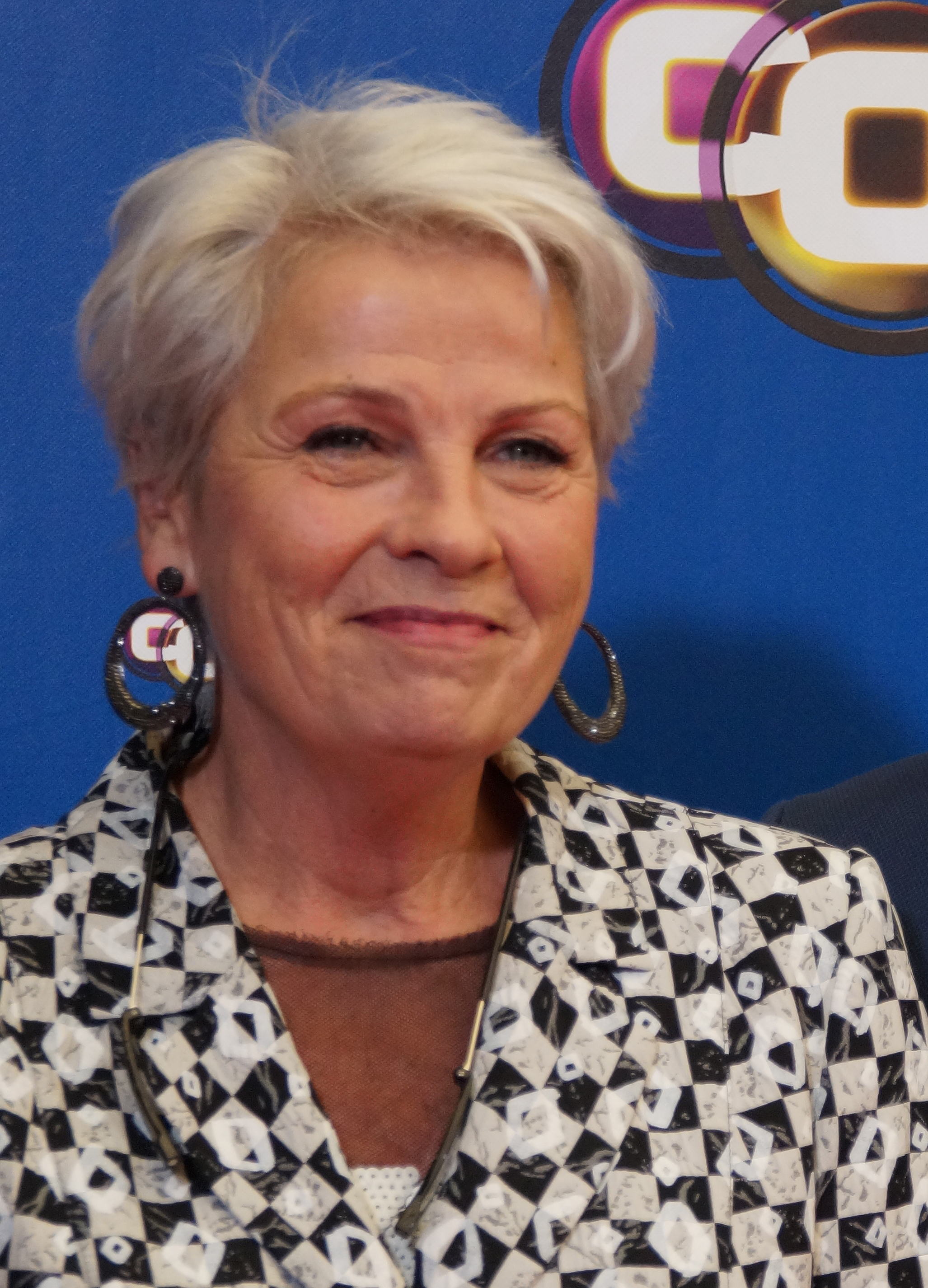
Gerburg Jahnke
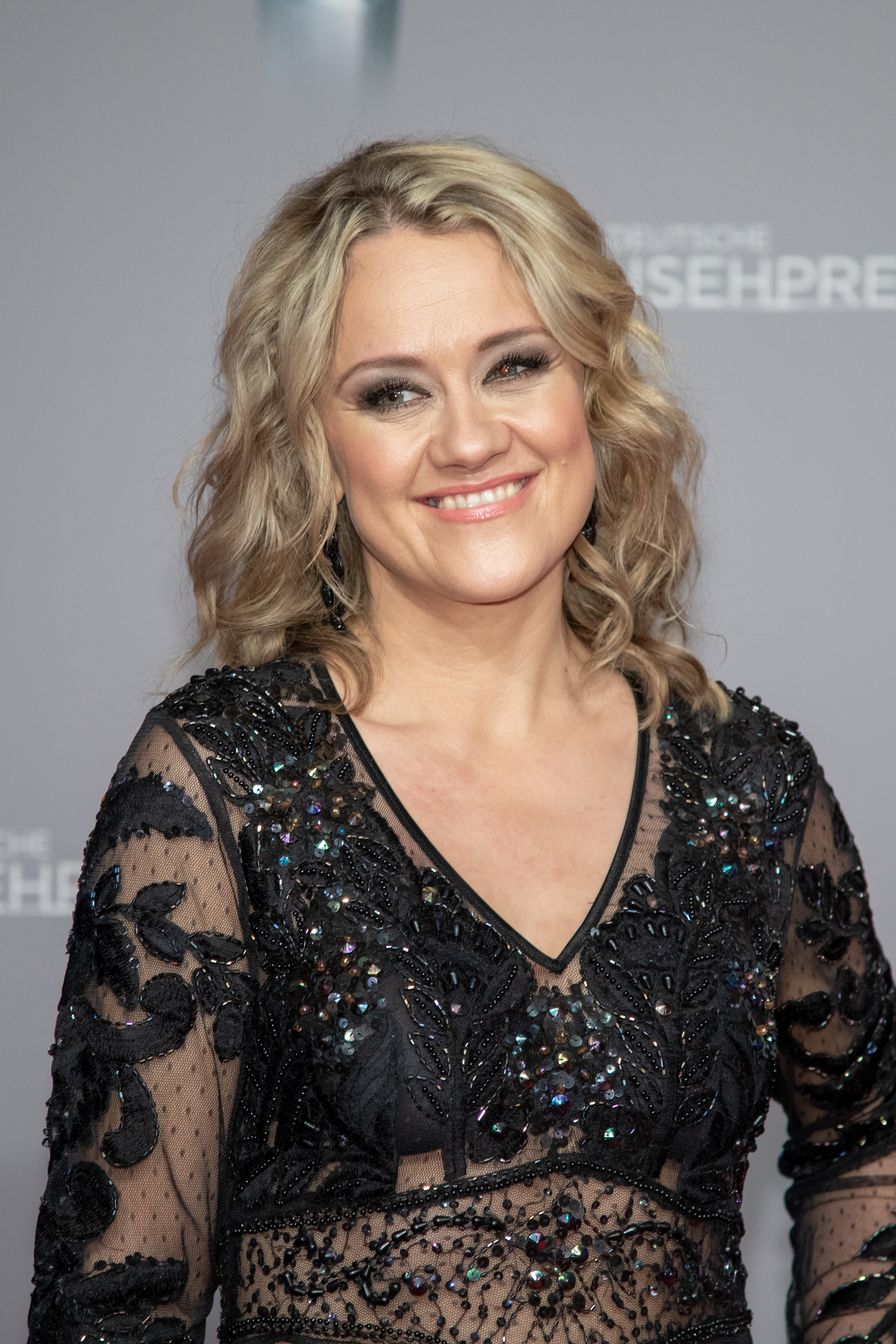
Lisa Feller
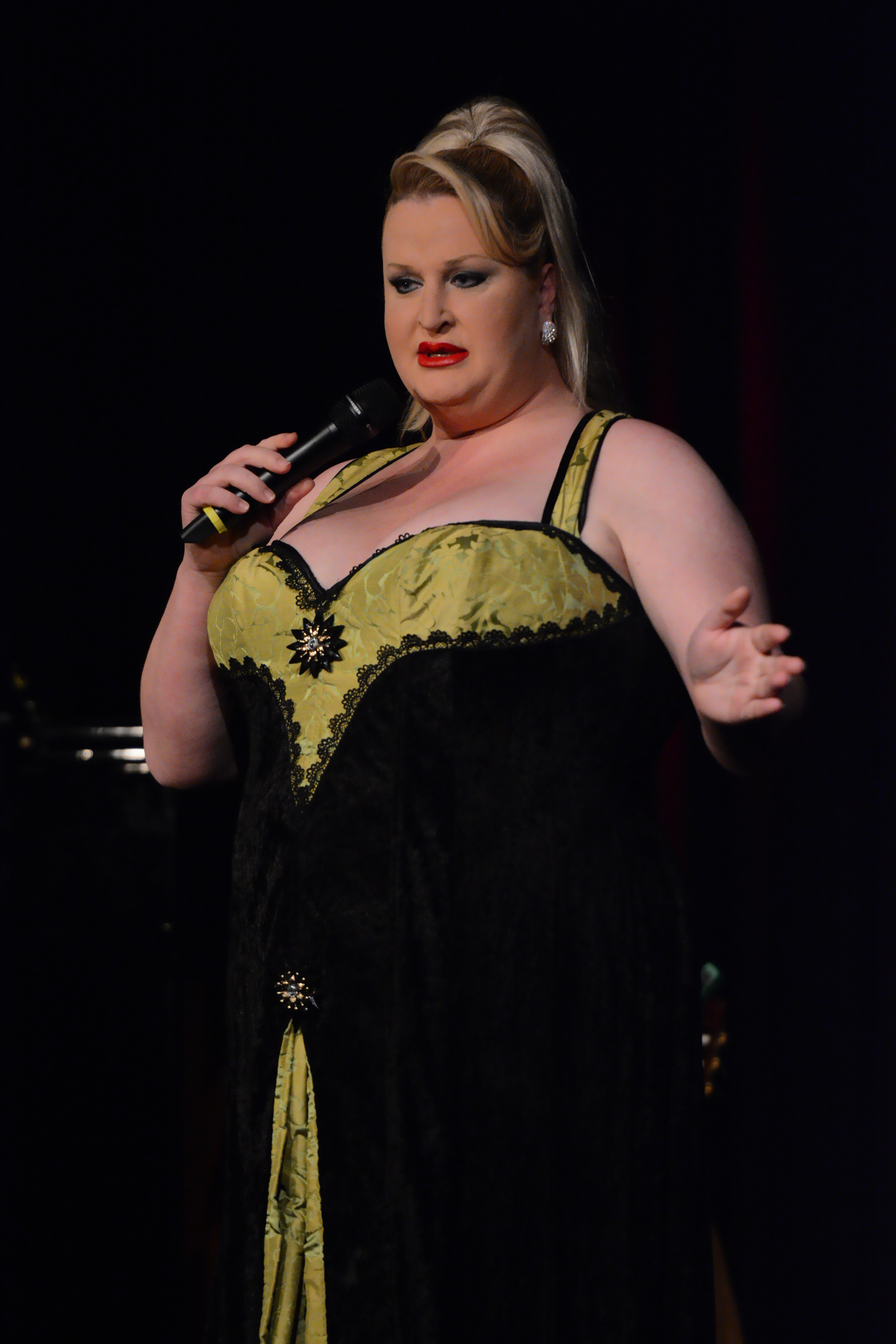
Daphne de Luxe
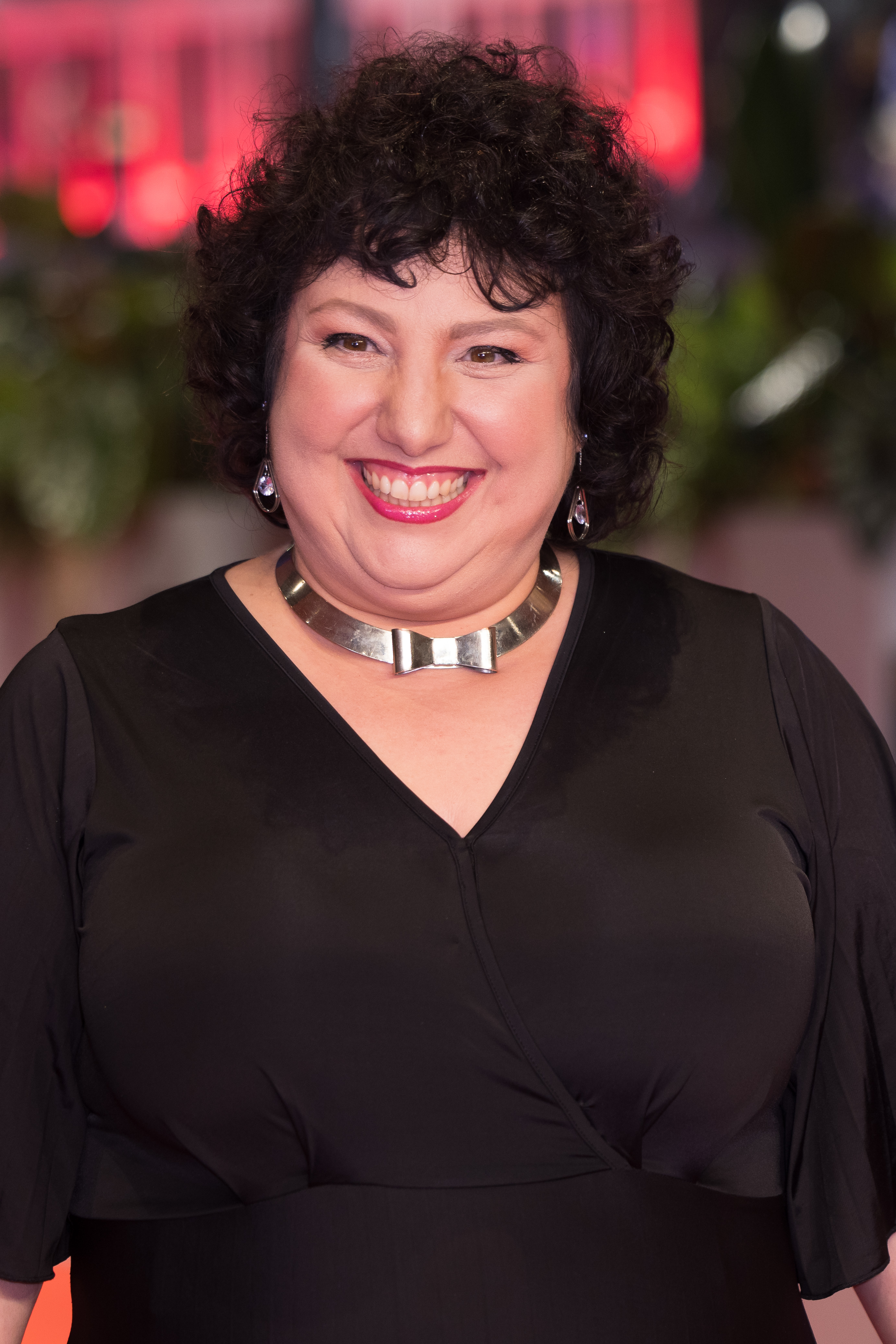
Meltem Kaptan

## Auszeichnungen
Gerburg Jahnke erhielt für die Sendung am 7. Oktober 2018 den Deutschen Comedypreis.